# Muhammad ibn Musa al-Chuwarizmi

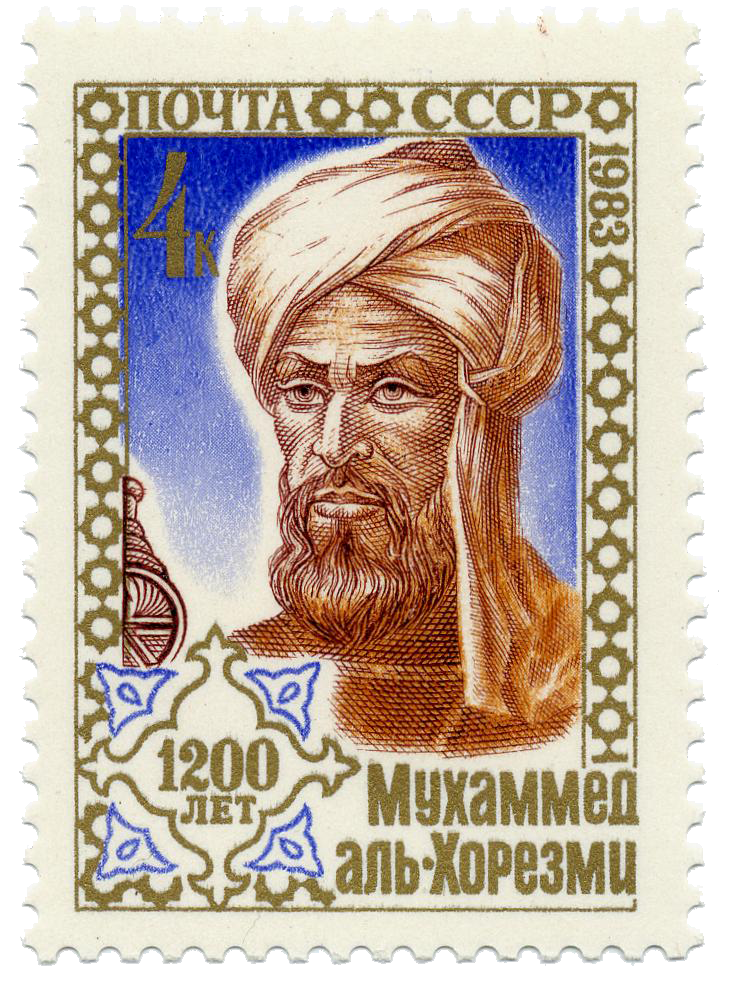
Al-Chuwarizmi na radzieckim znaczku pocztowym z 1983 roku

Muhammad ibn Musa al-Chuwarizmi (arab. ‏محمد بن موسى الخوارزمي‎; ur. ok. 780 roku w Chorezmie, zm. ok. 850 roku) – perski uczony: matematyk, astronom, geograf i kartograf.

## Życiorys
Urodzony w Chorezmie, w latach 813–833 żył w Bagdadzie. Wszystkie jego dzieła zostały napisane po arabsku.
Dzięki jego pracom na Bliskim Wschodzie zaczęto stosować pochodzące z Indii dziesiętny system liczenia i pozycyjny system zapisu liczb, które wkrótce dotarły do Europy, choć pierwszym w świecie arabskim, który zwrócił uwagę na wyższość hinduskiego sposobu zapisywania liczb nad systemem greckim, był Sewer Sebocht. Cyfry arabskie zajęły w Europie miejsce cyfr rzymskich. Jego prace pozwoliły też wprowadzić i wyjaśnić pojęcia zera, ułamków oraz funkcje trygonometryczne sinus i tangens.
Jako pierwszy ułożył tablice funkcji sinus i tangens, wprowadził elementy algebry. Termin algebra pochodzi z tytułu jego dzieła Al-kitab al-muchtasar fi hisab al-dżabr wa-al-mukabala (Krótka księga o rachowaniu przez dopełnianie i równoważenie), zaś algorytm od zniekształconej wersji jego przydomka.

## Upamiętnienie
Jego imieniem nazwano planetoidy (11156) Al-Khwarismi i (13498) Al Chwarizmi oraz krater Al-Khwarizmi na Księżycu.